# Pușcașul (film)
Pușcașul (în letonă Dvēseļu putenis, Viscol de suflete) este o un film leton  dramatic istoric de război din 2019 regizat de Dzintars Dreibergs. A avut premiera la 8 noiembrie 2019 în Letonia și la 20 februarie 2020 la Festivalul Internațional de Film de la Berlin. Este o adaptare a romanului omonim al lui Aleksandrs Grīns, despre serviciul său ca pușcaș leton în Primul Război Mondial. A fost selectat ca propunerea letonă pentru cel mai bun lungmetraj internațional la cea de-a 93-a ediție a Premiilor Oscar, dar nu a fost nominalizat.

## Rezumat
După ce mama lui a fost împușcată de trupele germane invadatoare, Artūrs, în vârstă de șaisprezece ani, alături de tatăl și fratele său, decide să se înroleze în batalioanele naționale de pușcași letoni ale Armatei Imperiale Ruse în speranța de a se răzbuna și de a găsi glorie. 
Artūrs continuă să lupte în Primul Război Mondial pe Frontul de Est (Bătăliile de Crăciun), unde își pierde tatăl și fratele și devine rapid deziluzionat. 
În cele din urmă, Artūrs se întoarce în țara sa nou-proclamată pentru a lupta în Războiul de Independență al Letoniei și a începe totul de la zero.

## Distribuție
- Oto Brantevics - Artūrs Vanags
- Raimonds Celms - Edgars Vanags
- Mārtiņš Vilsons - Vanags
- Jēkabs Reinis - Miķelsons
- Gatis Gāga - Konrāds
- Renārs Zeltiņš - Spilva
- Vilis Daudziņš⁠(d) - Sala
- Grēta Trušiņa - Marta
- Ieva Florence - Mirdza
- Rēzija Kalniņa⁠(d) as Mother

## Producție
Oto Brantevics, care a interpretat rolul principal, a fost selectat din 1.300 de candidați, în ciuda faptului că Brantevics nu avea experiență anterioară în actorie. Fostul ministru al Apărării Raimonds Bergmanis⁠(d) a avut o apariție cameo în film, în timp ce ministrul de atunci al Apărării Artis Pabriks⁠(d) a apărut ca figurant.
Mai multe dintre scenele de luptă au fost filmate în locurile în care au avut loc bătăliile istorice. Valdis Celmiņš s-a inspirat pentru cinematografia sa din conceptul lui Christian Berger⁠(d) de a evita cadrele largi în favoarea unor cadre medii și prim-planuri, precum și din filmul Fiul lui Saul al lui László Nemes.

## Recepție
În primele cinci săptămâni de proiecție, filmul a fost văzut de peste 200.000 de letoni, ceea ce îl face cel mai vizionat film de la restaurarea independenței Letoniei.
A primit șase premii Lielais Kristaps.